# Droga

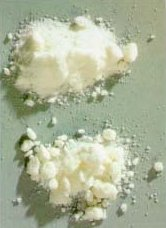
Cocaína, uma droga ilícita.

Droga, em seu sentido original, é um termo que abrange uma grande quantidade de substâncias.
Em medicina, refere-se a qualquer substância com o potencial de prevenir ou curar doenças ou aumentar o bem-estar físico ou mental; em farmacologia, refere-se a qualquer agente químico que altera os processos bioquímicos e fisiológicos de tecidos ou organismos. Portanto, droga é uma substância que é, ou pode ser, incluída numa farmacopeia.
Contudo, em um contexto legal e no sentido corrente (fixado depois de quase um século de repressão ao consumo de certas drogas), o termo "droga" refere-se, geralmente, a substâncias psicoativas e, em particular, às drogas ilícitas ou àquelas  cujo uso é regulado por lei, por provocarem alterações do estado de consciência do indivíduo. Certos fármacos de uso médico controlado, tais como os opiáceos, também podem ser tratados como drogas ilícitas, quando produzidos e comercializados sem controle dos órgãos sanitários ou se consumidos sem prescrição médica.

## Etimologia
O termo tem origem na palavra francesa drogue, cuja origem é controversa. Seria provavelmente derivada da expressão neerlandesa medieval droge vate, tonéis secos, de onde, por substantivação, droge passou a designar o conteúdo, o produto seco.

## Conceito
Droga é toda e qualquer substância, natural ou sintética que, uma vez introduzida no organismo, modifica suas funções.
As drogas naturais são obtidas através de determinadas plantas, de animais e de alguns minerais -  a cafeína (do café), a nicotina (presente no tabaco), o ópio (na papoula) e o THC ou tetrahidrocanabinol (da Cannabis).
As drogas sintéticas são fabricadas em laboratório, exigindo para isso técnicas especiais. O termo droga, presta-se a várias interpretações, mas ao senso comum é uma substância proibida, de uso ilegal e nocivo ao indivíduo, modificando-lhe as funções, as sensações, o humor e o comportamento.
No Brasil, a legislação define como droga "as substâncias ou produtos capazes de causar dependência, assim especificados em lei ou relacionados em listas atualizadas periodicamente pelo Poder Executivo da União" segundo o parágrafo único do art. 1.º da Lei n.º 11.343, de 23 de agosto de 2006 (Lei de Drogas).  Isto significa dizer que as normas penais que tratam do usuário, do dependente e do traficante são consideradas normas penais em branco. Atualmente, no país, são consideradas drogas todos os produtos e substâncias listados na Portaria n.º SVS/MS 344/98 do  Ministério da Saúde.

## Tipos de droga
O termo "droga" envolve os analgésicos, estimulantes, alucinógenos, tranquilizantes e barbitúricos, além do álcool e substâncias voláteis. As psicotrópicas são as drogas que tem tropismo e afetam o Sistema Nervoso Central, modificando as atividades psíquicas e o comportamento.

### Quanto ao efeito
Quanto ao tipo de efeito no sistema nervoso podem ser classificadas como:
- Depressoras (psicodislépticas)- diminuem a atividade do sistema nervoso atuando em receptores (neurotransmissores) específicos. Exemplos: álcool, barbitúricos, diluentes, quetamina, cloreto de etila ou lança perfume, clorofórmio, ópio, morfina, heroína,  e inalantes em geral (cola de sapateiro, etc).
- Psicodistropticas ou psicodislépticas (drogas perturbadoras/modificadoras) – têm por característica principal a despersonalização ou modificação da percepção (daí o termo alucinógeno para sua designação)  em maior ou menor grau. Exemplos: Algumas espécies de cogumelos, LSD, maconha, MDMA ou ecstasy e o DMT.
- Psicolépticas ou estimulantes - produzem aumento da atividade pulmonar (ação adrenérgica), diminuem a fadiga, aumentam a percepção ficando os demais sentidos ativados. Exemplos: cocaína, crack, cafeína, teobromina (presentes em chocolates),  GHB, metanfetamina, anfetaminas (bolinha, arrebite) etc.

Essas drogas podem ser absorvidas de várias formas: por injeção, por inalação, via oral ou injeção intravenosa.

### Quanto à forma de produção
Quanto à forma de produção, classificam-se como:
- Naturais - aquelas que são extraídas de plantas. Exemplos: tabaco, cannabis, ópio.
- Semissintéticas - são produzidas através de modificações em drogas naturais. Exemplos: crack, cocaína, heroína.
- Sintéticas - são produzidas através de componentes ativos não encontrados na natureza. Exemplos: anfetamina, anabolizante.

## Tipos de usuários de drogas
É comum distinguir o abuso de drogas (dependência) do seu consumo experimental, ou já em fase de risco de dependência. Esta classificação refere-se à quantidade e periodicidade em que ela é usada. Os usuários podem ser classificados, segundo CID 10 rev., em:
- experimentador
- usuário ocasional
- habitual
- dependente

Outra classificação  se refere ao uso das drogas em desvio de seu uso habitual, como por exemplo o uso de cola, gasolina, benzina, éter, entre outras substâncias químicas, para provocar um estado de euforia ou torpor.

## Efeitos

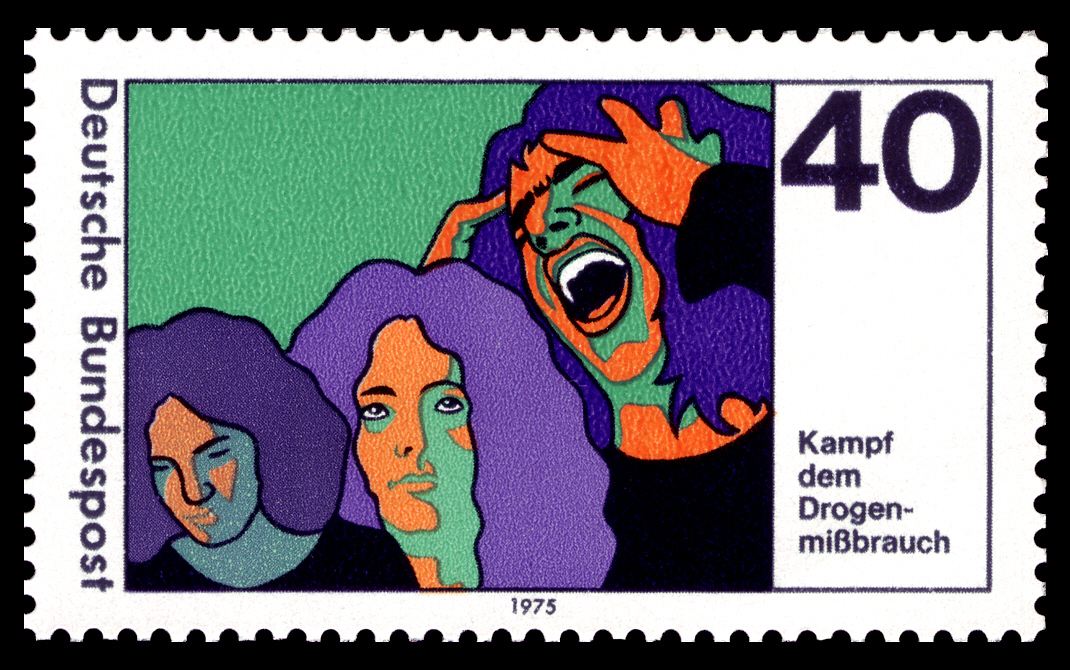
Selo alemão de 1975: "Luta contra o abuso de drogas". Propaganda e imagens de advertência são instrumentos de política antidrogas.

Sob o efeito de determinadas drogas, o indivíduo parece ver além do comum em objetos, em gestos ou até mesmo no vazio, daí a utilização de termos como despersonalização, alucinação ou sintomas paranoicos e psicóticos na descrição do seu comportamento. Sob o efeito de drogas, algumas pessoas tendem a parecer mais introspectivas ou mais extrovertidas e agressivas, a depender do tipo de substância consumida, assim como do contexto de utilização e dos próprios traços de  personalidade individual.
A dependência de drogas está relacionada tanto ao prazer produzido, usualmente designado como euforia, sensação de bem estar, estimulação ou entorpecimento (analgesia), como à compreensão deformada de seus efeitos nocivos (tóxicos) ao organismo, além dos mecanismos químicos ou crise de abstinência induzidos pela ausência da substância após um período de uso continuado. Ademais, ao adquirir drogas no mercado negro, o indivíduo se expõe a outros riscos - agressão, roubo, consumo involuntário de outras substâncias nocivas misturadas às drogas, violência policial e prisão.
Sobre a "fuga da realidade", expressão usada para descrever a sensação de prazer derivada do uso de certas drogas, Sigmund Freud (1856-1939) escreveu, em 1930:
O serviço prestado pelos veículos intoxicantes na luta pela felicidade e no afastamento da desgraça é tão altamente apreciado como um benefício, que tanto indivíduos quanto povos lhes concederam um lugar permanente na economia de sua libido. Devemos a tais veículos não só a produção imediata de prazer, mas também um grau altamente desejado de independência do mundo externo, pois sabe-se que, com o auxílio desse ‘amortecedor de preocupações’, é possível, em qualquer ocasião, afastar-se da pressão da realidade e encontrar refúgio num mundo próprio, com melhores condições de sensibilidade. Sabe-se igualmente que é exatamente essa propriedade dos intoxicantes que determina o seu perigo e a sua capacidade de causar danos. São responsáveis, em certas circunstâncias, pelo desperdício de uma grande quota de energia que poderia ser empregada para o aperfeiçoamento do destino humano.
Através do uso de anestésicos, analgésicos e soporíferos, reduzem-se os estímulos dolorosos ou distraidores que não podem ser facilmente alterados de outra maneira. Aperitivos e afrodisíacos algumas vezes são usados na crença de que duplicam os efeitos da privação nos campos da fome e do sexo, respectivamente. Usam-se outras drogas para efeitos opostos. Os estímulos aversivos condicionados na "culpa" são contra-atacados mais ou menos eficientemente pelo álcool. Padrões típicos de comportamento eufórico são gerados pela morfina e drogas parecidas, e com menor escala pela cafeína e nicotina.
Um outro aspecto do efeito de drogas e das razões que causam relações de dependência psicológica é a forma como estas interagem com o que, na perspectiva de teoria comportamental, se considera como variáveis de autocontrole, ou seja, na medida em que substituem as condições controladoras do ambiente (religião, economia, governo etc). Segundo B. F. Skinner (1904-1990), usam-se drogas que estimulam o efeito de variáveis no autocontrole.